# Morawitzia fuscescens
Morawitzia fuscescens är en biart som beskrevs av Heinrich Friese 1902. Morawitzia fuscescens ingår i släktet Morawitzia och familjen vägbin. Inga underarter finns listade i Catalogue of Life.